# Note dal sottosuolo
Note dal sottosuolo è un volume di fumetti dedicato alle avventure di Buffy Summers, la protagonista della serie televisiva Buffy l'ammazzavampiri.
Questo volume paperback raccoglie i fumetti dal 47 al 50 della serie regolare pubblicata dalla Dark Horse Comics e presenta una storia ambientata nell'intervallo di tempo tra la sesta e la settima stagione televisiva. Non compaiono i personaggi di Spike (in Africa a recuperare la sua anima), Willow e Giles (trasferiti in Inghilterra per disintossicare la ragazza dall'abuso di pratiche magiche), ma in compenso tornano da Los Angeles, in soccorso alla Cacciatrice, Angel e Faith. Fa la sua prima comparsa nella serie regolare anche il personaggio di Pike visto nel film del 1992, nonché nel volume di fumetti esterno alla serie regolare Le origini.
Questo volume non è mai stato pubblicato in Italia.

## Trama

### Parte 1
- Testo: Scott Lobdell
- Disegni: Cliff Richards
- Colore: Dave McCaig
- Inchiostro: Will Conrad
- prima pubblicazione USA: Buffy #47 - Hellmouth to Mouth, part one (luglio 2002)

Angel e Cordelia stanno indagando su di un traffico di droga particolare proveniente da Sunnydale, gocce di anime di bambini non nati, quando la ragazza riceve la visione di Buffy e tutti i suoi amici in grave pericolo. Il vampiro convince il giudice Marget Brown a concedere la libera uscita per 24 ore a Faith ed assieme alla Cacciatrice parte in soccorso di Buffy.

### Parte 2
- prima pubblicazione USA: Buffy #48 - Hellmouth to Mouth, part two (agosto 2002)

Buffy combatte ininterrottamente in un'arena popolata da demoni di tutti i tipi. Cerca di sopravvivere nella speranza di poter liberare Dawn e Xander, prigionieri come lei all'interno della vecchia struttura usata dall'Organizzazione. All'improvviso un misterioso motociclista irrompe sulla scena e riesce a portare via Buffy dalla sua prigione. La Cacciatrice però non dimostra gratitudine per il suo liberatore che si rivela essere il suo vecchio amico Pike.

### Parte 3
- prima pubblicazione USA: Buffy #49 - Hellmouth to Mouth, part three (settembre 2002)

Rivedere Pike fa cadere Buffy in una meditazione mistica in cui dialoga con le cacciatrici del passato e rivive tutta la sua storia. Il messaggio che riceve da questa meditazione è chiaro: la missione principale della Cacciatrice non riguarda il combattere ma il salvare gli indifesi. Buffy ritorna alla realtà più che mai convinta e determinata a riprendere la lotta. Nel frattempo, Angel e Faith salvano Xander e Dawn dall'esecuzione a cui li stava per sottoporre il Flagello ma vengono immediatamente catturati dalla mente che gestisce tutta questa nuova organizzazione: Adam.

### Parte 4
- prima pubblicazione USA: Buffy #50 - Hellmouth to Mouth, part four (ottobre 2002)

Adam spiega ad Angel di come abbia trasformato la struttura del Flagello in un'organizzazione di sterminio del genere umano per ricavarne energia da alimentare il suo programma, di come la commercializzazione della droga "gocce d'anima" e i combattimenti nell'arena siano solo un espediente per gratificare i membri dell'organizzazione. Nel frattempo, Buffy fa di nuovo irruzione e si getta nel "canale", il contenitore dove venivano gettate le persone per assorbirne l'energia psichica, e lo disattiva togliendo così corrente elettrica all'intera struttura e ad Adam. Faith, Angel e tutti gli altri possono adesso lottare contro il Flagello e liberarsi.
- Curiosità: Angel confida imbarazzato a Dawn e Buffy di avere un figlio (Connor). Il fumetto termina con Pike che inizia a raccontare di cosa sia successo a Las Vegas: il racconto prosegue nel fumetto nº51 Parti rotte (Viva Las Buffy!), ambientato però sei anni prima, dove Pike è la voce narrante dell'avventura che lui e la quindicenne neo-cacciatrice hanno vissuto al termine del fumetto Le origini.